# Ligue des champions de l'UEFA 1999-2000
Navigation
Édition précédente Édition suivante
La Ligue des Champions 1999-2000 a vu la victoire du Real Madrid face au Valence CF.
La compétition s'est terminée le 24 mai 2000 par la finale au Stade de France à Saint-Denis. C'est la première fois que deux équipes d'un même pays s'affrontaient en finale.

## Participants
|     | Italie     | Allemagne        | Espagne      |
| --- | ---------- | ---------------- | ------------ |
| 1er | Milan AC   | Bayern Munich    | FC Barcelone |
| 2e  | Lazio Rome | Bayer Leverkusen | Real Madrid  |

|     | France                 | Pays-Bas          | Angleterre        |
| --- | ---------------------- | ----------------- | ----------------- |
| 1er | Girondins de Bordeaux  | Feyenoord         | Manchester United |
| 2e  | Olympique de Marseille | Willem II Tilburg | Arsenal           |

|     | Portugal | Grèce      | Tchéquie      | Norvège      |
| --- | -------- | ---------- | ------------- | ------------ |
| 1er | FC Porto | Olympiakós | Sparta Prague | Rosenborg BK |

| Troisième tour de qualification | Troisième tour de qualification |
| --- | --- |
| - Champion - Autriche : Sturm Graz - Russie : Spartak Moscou - Croatie : Dinamo Zagreb - Turquie : Galatasaray SK - Danemark : Aalborg BK - Suisse : Servette FC - Deuxième - Portugal : Boavista FC - Grèce : AEK Athènes - République tchèque : FK Teplice | - Troisième - Italie : ACF Fiorentina - Espagne : RCD Majorque - Allemagne : Hertha Berlin - France : Olympique lyonnais - Pays-Bas : PSV Eindhoven - Angleterre : Chelsea FC - Quatrième - Italie : Parme FC - Allemagne : Borussia Dortmund - Espagne : Valence CF     |
| Deuxième tour de qualification | |
| - Champion - Ukraine : Dynamo Kiev - Pologne : Widzew Łódź - Hongrie : MTK Budapest - Belgique : KRC Genk - Slovaquie : ŠK Slovan Bratislava - Roumanie : Rapid Bucarest - Suède : AIK Fotboll - Géorgie : Dinamo Tbilissi - Chypre : Anorthosis Famagouste - Écosse : Rangers FC - Israël : Hapoël Haïfa - Slovénie : NK Maribor - Biélorussie : Dnepr-Transmash Mogilev | - Deuxième - Norvège : Molde FK - Autriche : Rapid Vienne - Russie : CSKA Moscou - Croatie : HNK Rijeka - Turquie : Beşiktaş JK - Danemark : Brøndby IF |
| Premier tour de qualification | |
| - Islande : ÍB Vestmannaeyja - Finlande : FC Haka Valkeakoski - Lettonie : Skonto Riga - Bulgarie : PFK Litex Lovetch - Macédoine : Sloga Jugomagnat Skopje - Lituanie : Žalgiris Vilnius - Yougoslavie : FK Partizan Belgrade - Moldavie : Zimbru Chișinău - Estonie : FC Flora Tallinn                                                                                  | - Arménie : FC Tsement Ararat - Irlande du Nord : Glentoran FC - Malte : Valletta FC - Pays de Galles : Barry Town FC - Irlande : St. Patrick's Athletic - Îles Féroé : HB Tórshavn - Albanie : KF Tirana - Luxembourg : AS La Jeunesse d'Esch - Azerbaïdjan : FK Gandja |

## Phase préliminaire à élimination directe

### Premier tour de qualification
La Bosnie-Herzégovine est exclue des compétitions européennes.
| Équipe 1                  | Résultat | Équipe 2            | Aller | Retour |
| ------------------------- | -------- | ------------------- | ----- | ------ |
| ÍB Vestmannaeyja          | 3 - 1    | KF Tirana           | 1 - 0 | 2 - 1  |
| PFK Litex Lovetch         | 5 - 0    | Glentoran FC        | 3 - 0 | 2 - 0  |
| FK Žalgiris Vilnius       | 5 - 0    | Tsement Ararat      | 2 - 0 | 3 - 0  |
| HB Tórshavn               | 1 - 7    | FC Haka Valkeakoski | 1 - 1 | 0 - 6  |
| Partizan Belgrade         | 10 - 1   | FC Flora Tallinn    | 6 - 0 | 4 - 1  |
| AS La Jeunesse d'Esch     | 0 - 10   | Skonto Riga         | 0 - 2 | 0 - 8  |
| Sloga Jugomagnat Skopje   | E2 - 2   | Kapaz Gandja        | 1 - 0 | 1 - 2  |
| Barry Town FC             | 2 - 3    | Valletta FC         | 0 - 0 | 2 - 3  |
| St. Patrick's Athletic FC | 0 - 10   | Zimbru Chișinău     | 0 - 5 | 0 - 5  |

### Deuxième tour de qualification
| Équipe 1                | Résultat | Équipe 2            | Aller | Retour   | Tab   |
| ----------------------- | -------- | ------------------- | ----- | -------- | ----- |
| Rapid Vienne            | 5 - 0    | Valletta FC         | 3 - 0 | 2 - 0    | -     |
| Anorthosis Famagouste   | 3 - 2    | Slovan Bratislava   | 2 - 1 | 1 - 1    | -     |
| Partizan Belgrade       | 6 - 1    | HNK Rijeka          | 3 - 1 | 3 - 0    | -     |
| CSKA Moscou             | 2 - 4    | Molde FK            | 2 - 0 | 0 - 4    | -     |
| PFK Litex Lovetch       | 5 - 5    | Widzew Łódź         | 4 - 1 | 1 - 4 ap | 2 - 3 |
| FC Haka Valkeakoski     | 1 - 7    | Rangers FC          | 1 - 4 | 0 - 3    | -     |
| Dinamo Tbilissi         | 2 - 3    | Zimbru Chișinău     | 2 - 1 | 0 - 2    | -     |
| Dnepr-Transmash Mogilev | 0 - 3    | AIK Solna           | 0 - 1 | 0 - 2    | -     |
| Sloga Jugomagnat Skopje | 0 - 2    | Brøndby IF          | 0 - 1 | 0 - 1    | -     |
| Beşiktaş                | 1 - 1E   | Hapoël Haïfa        | 1 - 1 | 0 - 0    | -     |
| Dynamo Kiev             | 3 - 0    | FK Žalgiris Vilnius | 2 - 0 | 1 - 0    | -     |
| ÍB Vestmannaeyja        | 1 - 5    | MTK Hungária        | 0 - 2 | 1 - 3    | -     |
| NK Maribor              | 5 - 4    | KRC Genk            | 5 - 1 | 0 - 3    | -     |

### Troisième tour de qualification
| Équipe 1           | Résultat | Équipe 2              | Aller | Retour  |
| ------------------ | -------- | --------------------- | ----- | ------- |
| Zimbru Chișinău    | 0 - 2    | PSV Eindhoven         | 0 - 0 | 0 - 2   |
| Spartak Moscou     | 5 - 1    | Partizan Belgrade     | 2 - 0 | 3 - 1   |
| Chelsea FC         | 3 - 0    | Skonto Riga           | 3 - 0 | 0 - 0   |
| Rapid Vienne       | 0 - 4    | Galatasaray SK        | 0 - 3 | 0 - 1   |
| ACF Fiorentina     | 5 - 1    | Widzew Łódź           | 3 - 1 | 2 - 0   |
| AaB Aalborg        | 2 - 3    | Dynamo Kiev           | 1 - 2 | 2 - 2   |
| Rangers FC         | 2 - 1    | Parme FC              | 2 - 0 | 0 - 1   |
| Brøndby IF         | 3 - 6    | Boavista FC           | 1 - 2 | 2 - 4ap |
| AEK Athènes        | 0 - 1    | AIK Solna             | 0 - 0 | 0 - 1   |
| Hapoël Haïfa       | 0 - 4    | Valence CF            | 0 - 2 | 0 - 2   |
| Hertha Berlin      | 2 - 0    | Anorthosis Famagouste | 2 - 0 | 0 - 0   |
| Sturm Graz         | 4 - 3    | Servette FC           | 2 - 1 | 2 - 2   |
| Molde FK           | E1 - 1   | RCD Majorque          | 0 - 0 | 1 - 1   |
| Olympique lyonnais | 0 - 3    | NK Maribor            | 0 - 1 | 0 - 2   |
| Dinamo Zagreb      | 2 - 0    | MTK Budapest          | 0 - 0 | 2 - 0   |
| FK Teplice         | 0 - 2    | Borussia Dortmund     | 0 - 1 | 0 - 1   |

## Première phase de groupes
Les 32 équipes sont réparties en huit groupes de quatre où elles s'affrontent en matchs aller-retour sur six journées. Les deux premiers de chaque groupe se qualifient pour la deuxième phase de groupes tandis que les troisièmes de chaque groupe sont reversés en seizièmes de finale de la coupe UEFA. En cas d'égalité dans un groupe au terme des six rencontres, on utilise pour départager les équipes six critères dont cinq sur les matchs de groupe : tout d'abord les points obtenus dans les matchs particuliers (1), puis la différence de buts dans les matchs particuliers (2), puis le nombre de buts inscrits à l'extérieur dans les matchs particuliers (3), ensuite la différence de buts (4), le nombre de buts (5), et enfin le coefficient UEFA (6).
Légende : 
T : Tenant du titre

C : Champion national
- Qualifié pour la deuxième phase de groupes
- Repêché en seizièmes de finale de la Coupe UEFA

| Pot 1               | Pot 1  |
| Équipe              | Coeff. |
| ------------------- | ------ |
| Manchester United T | 72.144 |
| Bayern Munich       | 90.749 |
| Lazio Rome          | 86.606 |
| Borussia Dortmund   | 84.749 |
| FC Barcelone        | 79.814 |
| Real Madrid         | 74.814 |
| AC Milan            | 66.606 |
| Spartak Moscou      | 62.912 |

| Pot 2               | Pot 2  |
| Équipe              | Coeff. |
| ------------------- | ------ |
| Chelsea FC          | 58.144 |
| Feyenoord Rotterdam | 56.908 |
| Girondins Bordeaux  | 56.721 |
| Bayer Leverkusen    | 54.749 |
| FC Porto            | 52.358 |
| PSV Eindhoven       | 49.908 |
| ACF Fiorentina      | 44.606 |
| Olympique Marseille | 43.721 |

| Pot 3          | Pot 3  |
| Équipe         | Coeff. |
| -------------- | ------ |
| Rosenborg BK   | 41.866 |
| Valence CF     | 40.814 |
| Dynamo Kiev    | 40.145 |
| Arsenal FC     | 40.144 |
| Olympiakós     | 36.475 |
| Galatasaray SK | 31.175 |
| Sparta Prague  | 26.812 |
| Dinamo Zagreb  | 25.187 |

| Pot 4         | Pot 4  |
| Équipe        | Coeff. |
| ------------- | ------ |
| Willem II     | 23.908 |
| Hertha Berlin | 22.749 |
| Rangers FC    | 22.312 |
| Boavista FC   | 21.358 |
| Sturm Graz    | 21.187 |
| AIK Solna     | 18.662 |
| Molde FK      | 9.866  |
| NK Maribor    | 7.415  |

Légende des résultats
- Victoire à domicile
- Match nul
- Victoire à l'extérieur

- Qualifié pour la deuxième phase de groupes
- Repêché en seizièmes de finale de la Coupe UEFA

### Groupe A
| Rang | Équipe           | Pts | J | G | N | P | Bp | Bc | Diff |  | Résultats (▼ dom., ► ext.) |     |     |     |     |
| ---- | ---------------- | --- | - | - | - | - | -- | -- | ---- |  | -------------------------- | --- | --- | --- | --- |
| 1    | Lazio Rome       | 14  | 6 | 4 | 2 | 0 | 13 | 3  | +10  |  | Lazio Rome                 |     | 2-1 | 1-1 | 4-0 |
| 2    | Dynamo Kiev      | 7   | 6 | 2 | 1 | 3 | 8  | 8  | 0    |  | Dynamo Kiev                | 0-1 |     | 4-2 | 0-1 |
| 3    | Bayer Leverkusen | 7   | 6 | 1 | 4 | 1 | 7  | 7  | 0    |  | Bayer Leverkusen           | 1-1 | 1-1 |     | 0-0 |
| 4    | NK Maribor       | 4   | 6 | 1 | 1 | 4 | 2  | 12 | -10  |  | NK Maribor                 | 0-4 | 1-2 | 0-2 |     |

### Groupe B
| Rang | Équipe         | Pts | J | G | N | P | Bp | Bc | Diff |  | Résultats (▼ dom., ► ext.) |     |     |     |     |
| ---- | -------------- | --- | - | - | - | - | -- | -- | ---- |  | -------------------------- | --- | --- | --- | --- |
| 1    | FC Barcelone   | 14  | 6 | 4 | 2 | 0 | 19 | 9  | +10  |  | FC Barcelone               |     | 4-2 | 1-1 | 5-0 |
| 2    | ACF Fiorentina | 9   | 6 | 2 | 3 | 1 | 9  | 7  | +2   |  | ACF Fiorentina             | 3-3 |     | 0-0 | 3-0 |
| 3    | Arsenal FC     | 8   | 6 | 2 | 2 | 2 | 9  | 9  | 0    |  | Arsenal FC                 | 2-4 | 0-1 |     | 3-1 |
| 4    | AIK Solna      | 1   | 6 | 0 | 1 | 5 | 4  | 16 | -12  |  | AIK Solna                  | 1-2 | 0-0 | 2-3 |     |

### Groupe C
| Rang | Équipe              | Pts | J | G | N | P | Bp | Bc | Diff |  | Résultats (▼ dom., ► ext.) |     |     |     |     |
| ---- | ------------------- | --- | - | - | - | - | -- | -- | ---- |  | -------------------------- | --- | --- | --- | --- |
| 1    | Rosenborg BK        | 11  | 6 | 3 | 2 | 1 | 12 | 5  | +7   |  | Rosenborg BK               |     | 2-2 | 2-2 | 2-0 |
| 2    | Feyenoord Rotterdam | 8   | 6 | 1 | 5 | 0 | 7  | 6  | +1   |  | Feyenoord Rotterdam        | 1-0 |     | 1-1 | 1-1 |
| 3    | Borussia Dortmund   | 6   | 6 | 1 | 3 | 2 | 7  | 9  | -2   |  | Borussia Dortmund          | 0-3 | 1-1 |     | 3-1 |
| 4    | Boavista FC         | 5   | 6 | 1 | 2 | 3 | 4  | 10 | -6   |  | Boavista FC                | 0-3 | 1-1 | 1-0 |     |

### Groupe D
| Rang | Équipe                 | Pts | J | G | N | P | Bp | Bc | Diff |  | Résultats (▼ dom., ► ext.) |     |     |     |     |
| ---- | ---------------------- | --- | - | - | - | - | -- | -- | ---- |  | -------------------------- | --- | --- | --- | --- |
| 1    | Manchester United      | 13  | 6 | 4 | 1 | 1 | 9  | 4  | +5   |  | Manchester United          |     | 2-1 | 2-1 | 0-0 |
| 2    | Olympique de Marseille | 10  | 6 | 3 | 1 | 2 | 10 | 8  | +2   |  | Olympique de Marseille     | 1-0 |     | 2-0 | 2-2 |
| 3    | Sturm Graz             | 6   | 6 | 2 | 0 | 4 | 5  | 12 | -7   |  | Sturm Graz                 | 0-3 | 3-2 |     | 1-0 |
| 4    | Dinamo Zagreb          | 5   | 6 | 1 | 2 | 3 | 7  | 7  | 0    |  | Dinamo Zagreb              | 1-2 | 1-2 | 3-0 |     |

### Groupe E
| Rang | Équipe      | Pts | J | G | N | P | Bp | Bc | Diff |  | Résultats (▼ dom., ► ext.) |     |     |     |     |
| ---- | ----------- | --- | - | - | - | - | -- | -- | ---- |  | -------------------------- | --- | --- | --- | --- |
| 1    | Real Madrid | 13  | 6 | 4 | 1 | 1 | 15 | 7  | +8   |  | Real Madrid                |     | 3-1 | 3-0 | 4-1 |
| 2    | FC Porto    | 12  | 6 | 4 | 0 | 2 | 9  | 6  | +3   |  | FC Porto                   | 2-1 |     | 2-0 | 3-1 |
| 3    | Olympiakós  | 7   | 6 | 2 | 1 | 3 | 9  | 12 | -3   |  | Olympiakós                 | 3-3 | 1-0 |     | 3-1 |
| 4    | Molde FK    | 3   | 6 | 1 | 0 | 5 | 6  | 14 | -8   |  | Molde FK                   | 0-1 | 0-1 | 3-2 |     |

### Groupe F
| Rang | Équipe        | Pts | J | G | N | P | Bp | Bc | Diff |  | Résultats (▼ dom., ► ext.) |     |     |     |     |
| ---- | ------------- | --- | - | - | - | - | -- | -- | ---- |  | -------------------------- | --- | --- | --- | --- |
| 1    | Valence CF    | 12  | 6 | 3 | 3 | 0 | 8  | 4  | +4   |  | Valence CF                 |     | 1-1 | 2-0 | 1-0 |
| 2    | Bayern Munich | 9   | 6 | 2 | 3 | 1 | 7  | 6  | +1   |  | Bayern Munich              | 1-1 |     | 1-0 | 2-1 |
| 3    | Rangers FC    | 7   | 6 | 2 | 1 | 3 | 7  | 7  | 0    |  | Rangers FC                 | 1-2 | 1-1 |     | 4-1 |
| 4    | PSV Eindhoven | 4   | 6 | 1 | 1 | 4 | 5  | 10 | -5   |  | PSV Eindhoven              | 1-1 | 2-1 | 0-1 |     |

### Groupe G
| Rang | Équipe                | Pts | J | G | N | P | Bp | Bc | Diff |  | Résultats (▼ dom., ► ext.) |     |     |     |     |
| ---- | --------------------- | --- | - | - | - | - | -- | -- | ---- |  | -------------------------- | --- | --- | --- | --- |
| 1    | Sparta Prague         | 12  | 6 | 3 | 3 | 0 | 14 | 6  | +8   |  | Sparta Prague              |     | 0-0 | 5-2 | 4-0 |
| 2    | Girondins de Bordeaux | 12  | 6 | 3 | 3 | 0 | 7  | 4  | +3   |  | Girondins de Bordeaux      | 0-0 |     | 2-1 | 3-2 |
| 3    | Spartak Moscou        | 5   | 6 | 1 | 2 | 3 | 9  | 12 | -3   |  | Spartak Moscou             | 1-1 | 1-2 |     | 1-1 |
| 4    | Willem II             | 2   | 6 | 0 | 2 | 4 | 7  | 15 | -8   |  | Willem II                  | 3-4 | 0-0 | 1-3 |     |

### Groupe H
| Rang | Équipe         | Pts | J | G | N | P | Bp | Bc | Diff |  | Résultats (▼ dom., ► ext.) |     |     |     |     |
| ---- | -------------- | --- | - | - | - | - | -- | -- | ---- |  | -------------------------- | --- | --- | --- | --- |
| 1    | Chelsea FC     | 11  | 6 | 3 | 2 | 1 | 10 | 3  | +7   |  | Chelsea FC                 |     | 2-0 | 1-0 | 0-0 |
| 2    | Hertha Berlin  | 8   | 6 | 2 | 2 | 2 | 7  | 10 | -3   |  | Hertha Berlin              | 2-1 |     | 1-4 | 1-0 |
| 3    | Galatasaray SK | 7   | 6 | 2 | 1 | 3 | 10 | 13 | -3   |  | Galatasaray SK             | 0-5 | 2-2 |     | 3-2 |
| 4    | AC Milan       | 6   | 6 | 1 | 3 | 2 | 6  | 7  | -1   |  | AC Milan                   | 1-1 | 1-1 | 2-1 |     |

## Deuxième phase de groupes
Les 16 équipes sont réparties en quatre groupes de quatre équipes. Chaque équipe joue deux fois contre les trois autres équipes du groupe. Les deux premiers de chaque groupe sont qualifiés pour les quarts de finale. Les règles de départage utilisées lors du tour précédent sont appliquées de la même façon.
Légende des classements
- Qualifié pour les quarts de finale

Légende des résultats
- Victoire à domicile
- Match nul
- Victoire à l'extérieur

### Groupe A
| Rang | Équipe        | Pts | J | G | N | P | Bp | Bc | Diff |  | Résultats (▼ dom., ► ext.) |     |     |     |     |
| ---- | ------------- | --- | - | - | - | - | -- | -- | ---- |  | -------------------------- | --- | --- | --- | --- |
| 1    | FC Barcelone  | 16  | 6 | 5 | 1 | 0 | 17 | 5  | +12  |  | FC Barcelone               |     | 4-2 | 5-0 | 3-1 |
| 2    | FC Porto      | 10  | 6 | 3 | 1 | 2 | 8  | 8  | 0    |  | FC Porto                   | 0-2 |     | 2-2 | 1-0 |
| 3    | Sparta Prague | 5   | 6 | 1 | 2 | 3 | 5  | 12 | -7   |  | Sparta Prague              | 1-2 | 0-2 |     | 1-0 |
| 4    | Hertha Berlin | 2   | 6 | 0 | 2 | 4 | 3  | 8  | -5   |  | Hertha Berlin              | 1-1 | 0-1 | 1-1 |     |

### Groupe B
| Rang | Équipe                | Pts | J | G | N | P | Bp | Bc | Diff |  | Résultats (▼ dom., ► ext.) |     |     |     |     |
| ---- | --------------------- | --- | - | - | - | - | -- | -- | ---- |  | -------------------------- | --- | --- | --- | --- |
| 1    | Manchester United     | 13  | 6 | 4 | 1 | 1 | 10 | 4  | +6   |  | Manchester United          |     | 3-0 | 3-1 | 2-0 |
| 2    | Valence CF            | 10  | 6 | 3 | 1 | 2 | 9  | 5  | +4   |  | Valence CF                 | 0-0 |     | 2-0 | 3-0 |
| 3    | ACF Fiorentina        | 8   | 6 | 2 | 2 | 2 | 7  | 8  | -1   |  | ACF Fiorentina             | 2-0 | 1-0 |     | 3-3 |
| 4    | Girondins de Bordeaux | 2   | 6 | 0 | 2 | 4 | 5  | 14 | -9   |  | Girondins de Bordeaux      | 1-2 | 1-4 | 0-0 |     |

### Groupe C
| Rang | Équipe        | Pts | J | G | N | P | Bp | Bc | Diff |  | Résultats (▼ dom., ► ext.) |     |     |     |     |
| ---- | ------------- | --- | - | - | - | - | -- | -- | ---- |  | -------------------------- | --- | --- | --- | --- |
| 1    | Bayern Munich | 13  | 6 | 4 | 1 | 1 | 13 | 8  | +5   |  | Bayern Munich              |     | 4-1 | 2-1 | 2-1 |
| 2    | Real Madrid   | 10  | 6 | 3 | 1 | 2 | 11 | 12 | -1   |  | Real Madrid                | 2-4 |     | 2-2 | 3-1 |
| 3    | Dynamo Kiev   | 10  | 6 | 3 | 1 | 2 | 10 | 8  | +2   |  | Dynamo Kiev                | 2-0 | 1-2 |     | 2-1 |
| 4    | Rosenborg BK  | 1   | 6 | 0 | 1 | 5 | 5  | 11 | -6   |  | Rosenborg BK               | 1-1 | 0-1 | 1-2 |     |

### Groupe D
| Rang | Équipe                 | Pts | J | G | N | P | Bp | Bc | Diff |  | Résultats (▼ dom., ► ext.) |     |     |     |     |
| ---- | ---------------------- | --- | - | - | - | - | -- | -- | ---- |  | -------------------------- | --- | --- | --- | --- |
| 1    | Lazio Rome             | 11  | 6 | 3 | 2 | 1 | 10 | 4  | +6   |  | Lazio Rome                 |     | 0-0 | 1-2 | 5-1 |
| 2    | Chelsea FC             | 10  | 6 | 3 | 1 | 2 | 8  | 5  | +3   |  | Chelsea FC                 | 1-2 |     | 3-1 | 1-0 |
| 3    | Feyenoord Rotterdam    | 8   | 6 | 2 | 2 | 2 | 7  | 7  | 0    |  | Feyenoord Rotterdam        | 0-0 | 1-3 |     | 3-0 |
| 4    | Olympique de Marseille | 4   | 6 | 1 | 1 | 4 | 2  | 11 | -9   |  | Olympique de Marseille     | 0-2 | 1-0 | 0-0 |     |

## Phase à élimination directe finale

### Tableau final
|  | Quarts de finale  | Quarts de finale  | Quarts de finale | Quarts de finale |             |             | Demi-finales | Demi-finales | Demi-finales | Demi-finales |  |  | Finale                                    | Finale | Finale | Finale |
|  |                   |                   |                  |                  |             |             |              |              |              |              |  |  |                                           |        |        |        |
|  |                   |                   |                  |                  |             |             |              |              |              |              |  |  | 24 mai 2000, Stade de France, Saint-Denis |        |        |        |
|  |                   |                   |                  |                  |             |             |              |              |              |              |  |  |                                           |        |        |        |
|  | Real Madrid       | Real Madrid       | 0                | 3                |             |             |              |              |              |              |  |  |                                           |        |        |        |
|  | Real Madrid       | Real Madrid       | 0                | 3                |             |             |              |              |              |              |  |  |                                           |        |        |        |
|  | Manchester United | Manchester United | 0                | 2                |             |             |              |              |              |              |  |  |                                           |        |        |        |
|  | Manchester United | Manchester United | 0                | 2                | Real Madrid | Real Madrid | 2            | 1            |              |              |  |  |                                           |        |        |        |
|  |                   |                   |                  |                  | Real Madrid | Real Madrid | 2            | 1            |              |              |  |  |                                           |        |        |        |
|  |                   |                   | Bayern Munich    | Bayern Munich    | 0           | 2           |              |              |              |              |  |  |                                           |        |        |        |
|  | FC Porto          | FC Porto          | Bayern Munich    | Bayern Munich    | 0           | 2           | 1            | 1            |              |              |  |  |                                           |        |        |        |
|  | FC Porto          | FC Porto          |                  |                  |             |             |              | 1            |              |              |  |  |                                           |        |        |        |
|  | Bayern Munich     | Bayern Munich     | 1                | 2                |             |             |              |              |              |              |  |  |                                           |        |        |        |
|  | Bayern Munich     | Bayern Munich     | 1                | 2                | Real Madrid | Real Madrid | 3            | 3            |              |              |  |  |                                           |        |        |        |
|  |                   |                   |                  |                  | Real Madrid | Real Madrid | 3            | 3            |              |              |  |  |                                           |        |        |        |
|  |                   |                   | Valence CF       | Valence CF       | 0           | 0           |              |              |              |              |  |  |                                           |        |        |        |
|  | Valence CF        | Valence CF        | Valence CF       | Valence CF       | 0           | 0           | 5            | 0            |              |              |  |  |                                           |        |        |        |
|  | Valence CF        | Valence CF        |                  |                  |             |             |              |              |              |              |  |  |                                           |        |        |        |
|  | Lazio Rome        | Lazio Rome        | 2                | 1                |             |             |              |              |              |              |  |  |                                           |        |        |        |
|  | Lazio Rome        | Lazio Rome        | 2                | 1                | Valence CF  | Valence CF  | 4            | 1            |              |              |  |  |                                           |        |        |        |
|  |                   |                   |                  |                  | Valence CF  | Valence CF  | 4            | 1            |              |              |  |  |                                           |        |        |        |
|  |                   |                   | FC Barcelone     | FC Barcelone     | 1           | 2           |              |              |              |              |  |  |                                           |        |        |        |
|  | Chelsea           | Chelsea           | FC Barcelone     | FC Barcelone     | 1           | 2           | 3            | 1            |              |              |  |  |                                           |        |        |        |
|  | Chelsea           | Chelsea           |                  |                  |             |             |              | 1            |              |              |  |  |                                           |        |        |        |
|  | FC Barcelone      | FC Barcelone      | 1                | 5 ap             |             |             |              |              |              |              |  |  |                                           |        |        |        |
|  | FC Barcelone      | FC Barcelone      | 1                | 5 ap             |             |             |              |              |              |              |  |  |                                           |        |        |        |
|  |                   |                   |                  |                  |             |             |              |              |              |              |  |  |                                           |        |        |        |

### Quarts de finale
| Équipe 1    | Résultat | Équipe 2          | Aller | Retour   |
| ----------- | -------- | ----------------- | ----- | -------- |
| Real Madrid | 3 - 2    | Manchester United | 0 - 0 | 3 - 2    |
| FC Porto    | 2 - 3    | Bayern Munich     | 1 - 1 | 1 - 2    |
| Chelsea FC  | 4 - 6    | FC Barcelone      | 3 - 1 | 1 - 5 ap |
| Valence CF  | 5 - 3    | Lazio Rome        | 5 - 2 | 0 - 1    |

#### Matchs
| Match aller        | FC Porto   | 1 - 1   | Bayern Munich    |  |  |
| Mardi 4 avril 2000 | Jardel 47e | (0 - 0) | 80e Paulo Sérgio |  |  |

| Match retour           | Bayern Munich                | 2 - 1   | FC Porto   |  |  |
| Mercredi 19 avril 2000 | Paulo Sérgio 15e · Linke 90e | (1 - 0) | 90e Jardel |  |  |

| Match aller        | Real Madrid | 0 - 0 | Manchester United |  |
| Mardi 4 avril 2000 |             |       |                   |  |

| Match retour           | Manchester United                | 2 - 3   | Real Madrid                           |  |  |
| Mercredi 19 avril 2000 | Beckham 65e · Scholes 89e (pen.) | (0 - 1) | 20e (csc) Keane · 50e Raúl · 52e Raúl |  |  |

| Match aller           | Chelsea FC                   | 3 - 1   | FC Barcelone |  |  |
| Mercredi 5 avril 2000 | Zola 29e · Flo 34e · Flo 38e | (3 - 0) | 64e Figo     |  |  |

| Match retour           | FC Barcelone                                                           | 5 - 1 a. p. | Chelsea FC |  |  |
| Mercredi 19 avril 2000 | Rivaldo 24e · Figo 45e · Dani 83e · Rivaldo 99e (pen.) · Kluivert 105e | (2 - 0)     | 60e Flo    |  |  |

| Match aller           | Valence CF                                                   | 5 - 2   | Lazio Rome              |  |  |
| Mercredi 5 avril 2000 | Angulo 2e · Gerard 04e · Gerard 40e · Gerard 80e · López 90e | (3 - 1) | 28e Inzaghi · 86e Salas |  |  |

| Match retour        | Lazio Rome | 1 - 0   | Valence CF |  |  |
| Mardi 18 avril 2000 | Verón 52e  | (0 - 0) |            |  |  |

### Demi-finales
| Équipe 1    | Résultat | Équipe 2      | Aller | Retour |
| ----------- | -------- | ------------- | ----- | ------ |
| Valence CF  | 5 - 3    | FC Barcelone  | 4 - 1 | 1 - 2  |
| Real Madrid | 3 - 2    | Bayern Munich | 2 - 0 | 1 - 2  |

#### Matchs
| Match aller      | Valence CF                                                | 4 - 1   | FC Barcelone         |  |  |
| Mardi 2 mai 2000 | Angulo 10e · Angulo 43e · Mendieta 45e (pen.) · López 90e | (3 - 1) | 27e (csc) Pellegrino |  |  |

| Match retour        | FC Barcelone           | 2 - 1   | Valence CF   |  |  |
| Mardi 18 avril 2000 | de Boer 78e · Cocu 90e | (0 - 0) | 69e Mendieta |  |  |

| Match aller         | Real Madrid                    | 2 - 0   | Bayern Munich |  |  |
| Mercredi 3 mai 2000 | Anelka 4e · Jeremies 33e (csc) | (2 - 0) |               |  |  |

| Match retour     | Bayern Munich           | 2 - 1   | Real Madrid |  |  |
| Mardi 9 mai 2000 | Jancker 12e · Élber 54e | (1 - 1) | 32e Anelka  |  |  |

### Finale
| 24 mai 2000 | Real Madrid                              | 3 - 0   | Valence CF | Stade de France, Paris                           |                                                  |
|             | Morientes 39e · McManaman 67e · Raúl 75e | (1 - 0) |            | Spectateurs : 79 127 Arbitrage : Stefano Braschi | Spectateurs : 79 127 Arbitrage : Stefano Braschi |
|             | Rapport                                  |         |            | Spectateurs : 79 127 Arbitrage : Stefano Braschi | Spectateurs : 79 127 Arbitrage : Stefano Braschi |

| Real Madrid | Valence CF |

| REAL MADRID : |    |                    |     |     |
| |    |                    |     |     |
| G | 27 | Iker Casillas      |     |     |
| D | 15 | Iván Helguera      |     |     |
| D | 18 | Aitor Karanka      |     |     |
| D | 12 | Iván Campo         |     |     |
| D | 2  | Michel Salgado     | 36e | 84e |
| D | 3  | Roberto Carlos     | 58e |     |
| M | 8  | Steve McManaman    |     |     |
| M | 6  | Fernando Redondo   |     |     |
| M | 7  | Raúl               |     |     |
| A | 9  | Fernando Morientes |     | 71e |
| A | 19 | Nicolas Anelka     |     | 79e |
| Remplaçants : |    |                    |     |     |
| G | 1  | Bodo Illgner       |     |     |
| D | 4  | Fernando Hierro    |     | 84e |
| D | 5  | Manuel Sanchís     |     | 79e |
| M | 11 | Sávio              |     | 71e |
| M | 21 | Geremi             |     |     |
| M | 22 | Christian Karembeu |     |     |
| A | 20 | Elvir Baljić       |     |     |
| Entraîneur : |    |                    |     |     |
| Vicente del Bosque Homme du match : Steve McManaman (Real Madrid) Arbitres assistants : Gennaro Mazzei Piergiuseppe Farneti Quatrième arbitre : Domenico Messina |    |                    |     |     |

| VALENCE :     |    |                     |     |     |
|               |    |                     |     |     |
| G             | 1  | Santiago Cañizares  | 62e |     |
| D             | 20 | Jocelyn Angloma     |     |     |
| D             | 5  | Miroslav Đukić      |     |     |
| D             | 2  | Mauricio Pellegrino | 92e |     |
| D             | 31 | Gerardo             | 37e | 68e |
| M             | 8  | Francisco Farinós   | 82e |     |
| M             | 6  | Gaizka Mendieta     |     |     |
| M             | 18 | Kily González       |     |     |
| M             | 14 | Gerard              |     |     |
| A             | 10 | Miguel Ángel Angulo |     |     |
| A             | 7  | Claudio López       |     |     |
| Remplaçants : |    |                     |     |     |
| G             | 13 | Jorge Bartual (en)  |     |     |
| D             | 3  | Joachim Björklund   |     |     |
| M             | 23 | David Albelda       |     |     |
| M             | 9  | Óscar García        |     |     |
| M             | 21 | Luis Milla          |     |     |
| A             | 11 | Adrian Ilie         |     | 68e |
| A             | 17 | Juan Sánchez        |     |     |
| Entraîneur :  |    |                     |     |     |
| Héctor Cúper  |    |                     |     |     |

| Arbitres assistants : Gennaro Mazzei Piergiuseppe Farneti Domenico Messina |